# Mind Games (존 레논의 노래)
〈Mind Games〉는 존 레논의 곡이다. 1973년 애플 레코드에서 싱글로 출시되었으며, 또한 동년 출시의 동명의 정규앨범의 리드 싱글로도 되었다. 영국에서는 싱글 및 정규앨범 모두 1973년 11월 16일에 출시되었다.
성적은 미국에서는 빌보드 핫 100에서 18위, 캐시박스 톱 100에서 10위, 영국에서는 26위.
본곡의 기원은 1969년경부터로, 원제는 〈Make Love, Not War〉로서 비틀즈의 《Let It Be》 세션에서도 연주되었던 곡이다. 원제 "Make Love, Not War"로 말하자면 당시의 유명 히피 슬로건. 아울러 레논이 만들어 두었던 〈I Promise〉라는 곡도 〈Mind Games〉의 멜로디로서 섞여들었다. 앞서의 〈Mind Games〉의 바탕이 된다고 할 수 있을 〈Make Love, Not War〉 및 〈I Promise〉는 모두 1970년 데모로서만 녹음되었으며, 시중에서 구하자면 《John Lennon Anthology》으로 출반이 되었다.
레논이 작사를 끝낸 것은 로버트 마스터즈와 진 휴스턴의 1972년 저 《심리전: 정신계에로의 지침서》(Mind Games: The Guide to Inner Space)를 읽고 나서부터였다. 뒷날 한 레스토랑에서 저자 로버트 마스터즈를 만난 레논은 그에게 말을 붙이되 "당신의 팬이에요. 그 《심리전》 쓴 분 맞지요." 했다고 한다.
가사 중 "YES is the answer("좋아요"가 대답이었어요)"라는 대목이 있는데, 이는 오노 요코와 그를 최초로 엮어줬었던, 그의 요코의 예술작품에 대한 긍정을 언급하는 것이다.